# Соколовка (Домбаровський район)
Соколо́вка (рос. Соколовка) — село у складі Домбаровського району Оренбурзької області, Росія.

## Населення
Населення — 164 особи (2010; 234 у 2002).
Національний склад (станом на 2002 рік):
- казахи — 68 %